# Kétkarmú teknős
A kétkarmú teknős  vagy malacképű teknős (Carettochelys insculpta) a hüllők (Reptilia) osztályába teknősök (Testudines) rendjébe, ezen belül a kétkarmúteknős-félék (Carettochelyidae) családjába tartozó egyetlen faj.

## Előfordulása
Ausztrália északi, és  Új-Guinea déli területein honos. 1,5–2 méter mély folyók, tavak vagy  mocsarak lakója.

## Alfajai
- Carettochelys insculpta insculpta (Ramsay, 1887)
- Carettochelys insculpta canni (Wells, 2002)

## Megjelenése
Páncél mérete 50–60 centiméter nagyságú, testsúlya 20–25 kilogramm körüli. Átmenet a tengeri és a szárazföldi fajok között, édesvízben élnek, de végtagjaik uszonyszerűek. A erősen fogazott carapaxa  szürkés, vagy olajzöld, a plastron világos fehér, vagy halvány rózsaszín. 
|  |

## Életmódja
Elsősorban állati eredetű táplálékot fogyaszt, de megeszi a gyümölcsöt és zöldséget is.

## Szaporodása
4–40 tojását a homokba rakja, a  kelési idő 70 nap. A hőmérséklet befolyásolja a kikelő kis teknős nemét.